# Eleonore Trefftz
Eleonore Trefftz (Aquisgrà, Renània del Nord-Westfàlia, 15 d'agost de 1920 – Múnic, 22 d'octubre de 2017) va ser una física alemanya coneguda pel seu treball sobre física molecular i nuclear. Va ser nomenada científica membre de l'Institut Max Planck de Física i Astrofísica el 1971.

## Biografia
Trefftz es va criar a Loschwitz, Dresden, des de 1923, després que el seu pare fos nomenat professor de mecànica aplicada a la Universitat Politècnica de Dresden (TU Dresden) el 1922. Entre 1941 i 1945, Trefftz va estudiar al TU Dresden i hi va romandre fins al 1948, per dedicar-se a la investigació i a tasques sobre física teòrica, assistida per Friedrich Hund. El 1948, Trefftz es va convertir en assistent d'investigació a l'Institut Max Planck de Göttingen, on va investigar les probabilitats de transició de les línies espectrals.
El 1971, Trefftz es va convertir en científica membre de l'Institut Max Planck de Física i Astrofísica; era la segona dona a ser nomenada membre de la Societat Max Planck, després de Margot Becke-Goehring. Si bé Trefftz treballava principalment en física molecular i nuclear, també es va interessar per la química quàntica. Trefftz va ajudar a desenvolupar tècniques de programació per ajudar l'Institut Max Planck a utilitzar el processament de dades informatitzat. Va passar la resta de la seva carrera científica a l'Institut Max Planck, convertint-se en membre científic emèrit de l'Institut d'Astrofísica de Garching bei München després de la seva jubilació.

## Llegat
TU Dresden ha introduït el programa Eleonore Trefftz perquè dones professores visitants puguin fer-hi estades temporals. El programa busca donar suport a les dones científiques, promoure la seva carrera professional proporcionant-los opcions d'investigació i docència durant un any. De passada, aquestes joves professores també també actuen com a models per a les estudiants i les joves investigadores.

## Eponímia
El planeta menor 7266 Trefftz, descobert el 1973, va rebre aquest nom en honor seu.